# Question (racconto)
Question è un racconto di fantascienza del 1955 dello scrittore Isaac Asimov. È il primo della serie di racconti incentrati sull'immaginario supercomputer Multivac. È inedito in italiano.

## Storia editoriale
Fu pubblicato per la prima volta nel marzo del 1955 dalla rivista Computers and Automation e ristampato nell'aprile del 1957 sulla rivista Science World. Non compare in nessuna raccolta.
Come lo stesso Asimov afferma in Gold. La fantascienza allo stato puro, nella sezione "Come si scrive un libro di fantascienza", articolo: "Il plagio" (Plagiarism) Robert Sherman Townes lo contattò proprio perché nei tratti decisivi, "Question" assomigliava moltissimo al suo "Problem for Emmy". Asimov quindi non può fare altro che dargli ragione, promettendogli che il racconto non verrà mai più pubblicato né su riviste, né su antologie o collezioni. Ecco perché a tutt'oggi il suddetto racconto è introvabile in tutti i suoi libri.

## Trama
Due tecnici al servizio di Multivac cercano di capire se la macchina è dotata di vera intelligenza e se è capace di pensare. Il supercomputer comunque, gli fornisce la risposta da solo.